# KGUBrass
KGUmusic – українське підприємство, що випускає аксесуари для дерев'яних та мідних духових музичних інструментів.

## Історія
У 2004 році у одного із засновників виникла ідея займатись торгівлею музичними інструментами, імпортованими з США.
Економічна криза 2008 року дозволяє компанії найняти на основі фрілансу майстрів з виробництва деталей та аксесуарів для мідних духових інструментів.

У 2011 році компанія відкрила власне виробництво аксесуарів в Україні. Основною метою стала розробка та виробництво оригінальних аксесуарів для покращення звуку та зовнішнього вигляду інструменту, а також товарів для їх щоденного догляду. 

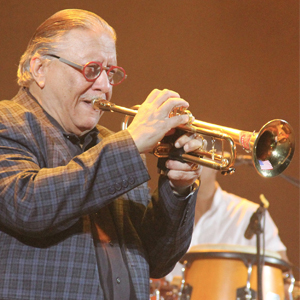
Артуро Сандоваль виступає з бустером від KGUmusic 3 березня 2018 року

У 2019 році KGUBrass виходить на міжнародні ринки, отримує бейдж Amazon’s Choice та починає співпрацю з платформою торгівлі музичними інструментами – Reverb. Компанія працює з гуртовими покупцями з Великої Британії, Нідерландів, Італії,Іспанії, Бразилії, Японії, Польщі, та інших країн, продукціэю користуються відомі музиканти, зокрема  Артуро Сандоваль і Сергій Накаряков.
На початку 2020 року KGUBrass перемогла у міжнародному конкурсі «Підприємець року», який щорічно проводить платіжна система Payoneer  в номінації «Прорив року» серед 3500 підприємців з 120 країн.У 2020 році основними продуктами компанії були аксесуари для трубачів, такі як комплект для важкої настройки труби (Trumpet Heavy Trim Kit) та підсилювач мундштука труби (Trumpet Mouthpiece Booster). Ці кастомні аксесуари призначені для тюнінгу музичного інструменту — труби.  
Всередині 2020 року KGUBrass взяли участь у програмі "E-Export school" від Укрпошти та «Конкурентоспроможна економіка України», що спрямована на підготовку українських малих виробників ручної продукції до роботи на експорт. Історія засновників компанії KGUBrass Михайла Кузнецова та Максима Гопанчука була представлена першою в серії відеороликів з українськими виробниками. У 2021 році Михайло залишив компанію KGUbrass, і єдиним власником залишився Максим Гопанчук. Після його відходу компанія пройшла значну реорганізацію своїх виробничих процесів та маркетингових стратегій. На жаль, на початку 2022 року Росія вторглася в Україну, що призвело до відкладення декількох запланованих ініціатив. Незважаючи на триваючі військові дії в Україні, компанія продовжила свою діяльність. У 2022 році KGUbrass змінила бренд на KGUmusic, розпочавши новий етап свого розвитку та розширення бізнес-горизонтів у виробництві товарів для музикантів. У 2023 році KGUmusic розпочала виробництво власних музичних інструментів у співпраці з Taylor Trumpets. Труби, виготовлені та кастомізовані в KGUmusic, оснащені фірмовими раструбами, які виготовляє в Англії майстер Andy Taylor, відомий своїми унікальними інструментами з індивідуальним дизайном та дуже насиченим звучанням.